# FK Csíkszereda Miercurea Ciuc
El FK Csíkszereda Miercurea Ciuc es un equipo de fútbol de Rumania que juega en la Liga I, la primera división nacional.

## Historia
Fue fundado en el año 1904 en la ciudad de Miercurea Ciuc del Distrito Harghita con el nombre Csíkszereda; y han cambiado de nombre en varias ocasiones y también ha tenido varias refundaciones:
El nombre actual del equipo es por el nombre de la ciudad en húngaro y rumano, ya que en la ciudad hay descendientes de los sículos. La ciudad fue fundada con el nombre Csíkszereda en 1904 como parte del imperio austrohúngaro, y el club de fútbol no tenía resultados que destacaran. La primera refundación del club llegó en 1919, y participó en las ligas rumanas hasta 1940, ya que después pasó a jugar en Hungría cuando el Reino de Hungría anexó la región de Transilvania del Norte como resultado del segundo arbitraje de Viena, y eventualmente llegó a jugar en la NBII, pero no pudo jugar por la interrupción de la Segunda Guerra Mundial, por lo que también dejó de jugar en Hungría luego de que en 1944 el territorio volviera a ser parte de Rumania por la ocupación militar rumana.
Luego de la caída del comunismo en 1989 el club obtuvo recursos financieros y pasaron rotando entre la tercera y cuarta división. El Csíkszereda abandonaría la liga en 2000, pero tras una década en los niveles aficionados el club volvió a ser refundado y llegó a la Liga II al terminar la temporada 2018–19. 

## Historial del nombres
| Nombre                        | Periodo       |
| ----------------------------- | ------------- |
| Csíkszereda                   | 1904–1918     |
| AEF din Miercurea Ciuc        | 1919–1940     |
| Csíkszereda TE                | 1940–1944     |
| AS Miercurea Ciuc             | 1944–1976     |
| IUPS Miercurea Ciuc           | 1976–1978     |
| Tractorul Miercurea Ciuc      | 1978–1987     |
| Rapid Miercurea Ciuc          | 1987–2010     |
| CSM (VSK) Miercurea Ciuc      | 2010–2012     |
| FK Csíkszereda Miercurea Ciuc | 2012–Presente |

## Palmarés
- Liga III (1): 2018–19
- Divizia D / Liga IV – Harghita County (14): 1969–70, 1970–71, 1972–73, 1976–77, 1984–85, 1985–86, 1987–88, 1992–93, 1995–96, 1996–97, 1998–99, 2011–12, 2012–13, 2013–14
- Cupa României – Distrito Harghita (3): 2011–12, 2012–13, 2013–14